# کنستانتین اوشاکوف
کنستانتین اوشاکوف (روسی: Константин Анатольевич Ушаков؛ زادهٔ ۲۴ مارس ۱۹۷۰) بازیکن والیبال اهل روسیه است.
وی همچنین برندهٔ جوایزی همچون نشان دوستی شده‌است.